# Denny Hulme
Denis Clive Hulme (n. 18 iunie 1936, Motueka⁠(d), Tasman District⁠(d), Noua Zeelandă – d. 4 octombrie 1992, Mount Panorama Circuit⁠(d), Noul Wales de Sud, Australia), cunoscut sub numele de Denny Hulme, a fost un pilot de curse neozeelandez care a câștigat Campionatul Mondial de Formula 1 din 1967, conducând pentru echipa Brabham. Între debutul său la Monaco în 1965 și ultima sa cursă în Marele Premiu al Statelor Unite din 1974, a participat în 112 Mari Premii, rezultând în opt victorii și 33 de podiumuri. De asemenea, a terminat pe locul al treilea în clasamentul general în sezoanele din 1968 și 1972.